# Pycnanthemum pilosum
Menthe velue des montagnes, Menthe de montagne américaine
Espèce
Classification phylogénétique
Pycnanthemum pilosum, la Menthe velue des montagnes ou Menthe de montagne américaine, est une espèce de plantes à fleurs de la famille des Lamiaceae. C'est une plante herbacée vivace originaire des États-Unis.

## Description
Pycnanthemum pilosum est une plante herbacée vivace pouvant atteindre 120 cm de hauteur. Elle a une odeur de menthe.

## Biologie
Elle se propage à la fois par rhizomes et par graines. La floraison a lieu de juillet à septembre.
Cette plante est mellifère.

## Répartition
La Menthe de montagne est endémique dans l'est et le centre des États-Unis. En France métropolitaine, elle peut s'acclimater sur tout le territoire.

## Usage
La Menthe de montagne peut être utilisée de la même manière que la menthe, en infusion, ou dans les desserts ou salades,.